# قرار مجلس الأمن التابع للأمم المتحدة رقم 1144
قرار مجلس الأمن التابع للأمم المتحدة رقم 1144، المتخذ بالإجماع في 19 كانون الأول / ديسمبر 1997، بعد الإشارة إلى القرار 1103 (1997) بشأن بعثة الأمم المتحدة في البوسنة والهرسك وقوة الشرطة الدولية التابعة للأمم المتحدة في البوسنة والهرسك، ومدد المجلس ولاية كليهما حتى 21 حزيران / يونيو 1998.
واعترف المجلس بأن بعثة الأمم المتحدة في البوسنة والهرسك، ولا سيما قوة الشرطة الدولية، لما قامت به من عمل مهم في البوسنة والهرسك، بما في ذلك إعادة هيكلة الشرطة، والتدريب، والتفتيش على الأسلحة، وتعزيز حرية التنقل، وتقديم المساعدة في الانتخابات. كان وجود مراقبي قوة الشرطة الدولية يعتمد على الترتيبات الأمنية وعلى قوة عسكرية دولية ذات مصداقية.
ومُددت ولاية بعثة الأمم المتحدة في البوسنة والهرسك مع احتمال تجديدها مرة أخرى ما لم تكن هناك تغييرات في الترتيبات الأمنية التي توفرها قوة تحقيق الاستقرار. قُدم الدعم لتوصيات مؤتمر بون بشأن تنفيذ السلام وشُجع الأمين العام كوفي عنان على إعادة هيكلة قوة الشرطة الدولية وإبقاء المجلس على علم بالتقدم المحرز وتقديم تقرير كل ثلاثة أشهر عن ولاية بعثة الأمم المتحدة في البوسنة والهرسك ككل. وشملت الإجراءات الأخرى تدريب الشرطة على التعامل مع السيطرة على الحشود وعودة اللاجئين والجريمة المنظمة والفساد والإرهاب والتهريب. وحُثت الدول الأعضاء على توفير التدريب والمعدات والمساعدات الأخرى لقوات الشرطة المحلية.
وأخيراً، أشاد القرار بضحايا حادث تحطم طائرة هليكوبتر في 17 أيلول / سبتمبر 1997، وكان من بينهم أعضاء من مكتب الممثل السامي، وفرقة العمل الدولية، وبرنامج المساعدة الثنائية.

## روابط خارجية
- نص القرار في undocs.org